# Tratado sobre los principios del conocimiento humano

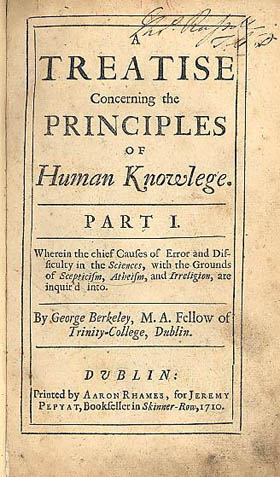
Tratado sobre los principios del conocimiento humano

El Tratado sobre los principios del conocimiento humano (A Treatise Concerning the Principles of Human Knowledge), a menudo denominado «Tratado» cuando se habla de la obra de Berkeley, es una obra de 1709 del filósofo empirista George Berkeley. El título completo es: Tratado sobre los principios del conocimiento humano. Parte I. En la que se investigan las causas principales del error y de las dificultades en las ciencias, así como los fundamentos del escepticismo, del ateísmo y de la irreligión.
Principalmente, este libro trata de refutar las posiciones de su contemporáneo John Locke acerca de la naturaleza de la percepción humana. Aunque, como todos los filósofos empiristas, tanto Locke como Berkeley coincidían en que existe un mundo externo, pero Berkeley trató de probar que el mundo externo también se compone únicamente de ideas. Berkeley lo hizo sugiriendo que las ideas sólo pueden asemejarse a las ideas: las ideas mentales que poseemos solo pueden asemejarse a otras ideas (no a sustancias materiales) y de este modo el mundo externo no consiste en una sustancia material, sino más bien en ideas. Este mundo recibe lógica y regularidad por alguna otra fuerza, que Berkeley concluyó que era Dios.

## Contenido

### Introducción de la filosofía
Berkeley declara que su intención es realizar una investigación sobre los primeros principios del conocimiento humano, a fin de descubrir los principios que han conducido a la duda, incertidumbre, absurdo y contradicción en la filosofía. Con vistas a preparar al lector, discute dos asuntos que conducen a errores. En primer lugar, afirma que la mente no puede concebir ideas abstractas. No podemos tener una idea de alguna cosa abstracta que es común a muchas ideas particulares y por tanto tiene, a la vez, muchos predicados y no predicados diferentes. En segundo lugar, Berkeley declara que las palabras, como los nombres, no significan ideas abstractas. Con respecto a las ideas, asegura que solo podemos pensar cosas particulares que han sido percibidas. Los nombres, escribe, significan ideas generales, no abstractas. Las ideas generales representan cualquiera entre muchas ideas particulares. Berkeley critica a Locke por decir que las palabras significan ideas generales pero abstractas. Al final de la «Introducción», aconseja al lector que permita que sus palabras generen ideas claras, particulares, en vez de tratar de asociarlas con abstracciones inexistentes.

## Parte I
(Nota: La Parte II nunca se publicó)

### "Ser" significaser percibido
Berkeley comienza su tratado asegurando que la existencia es el estado de ser percibido por un percipiente. Las mentes humanas conocen ideas, no objetos. Las tres clases de ideas son las de sensación pensamiento e imaginación. Cuando se asocian muchas ideas, se piensa que son ideas de una cosa distinta, que entonces se significa con un nombre.
Las ideas las conoce y percibe un percipiente cognoscente. Este percipiente activo se designa con las palabras mente, espíritu, alma, o yo (self). La existencia de una idea consiste en su ser percibida.
¿Qué se quiere decir con el término “existir” cuando se aplica a una cosa conocida por medio de los sentidos? Decir que algo existe es decir que es percibido por un percipiente. Éste es el más importante principio del conocimiento humano.
Los objetos externos son cosas que se perciben a través de nuestros sentidos. Solo percibimos nuestras propias sensaciones o ideas. Las ideas y sensaciones no pueden existir si no se perciben.
Decir que un objeto existe sin ser percibido es tratar de abstraer lo que no se puede abstraer. No podemos separar o abstraer objetos y sus cualidades de nuestra percepción de ellos.
Si un objeto existe o es percibido, tiene que ser percibido por mí o algún otro percipiente. Es imposible separar el ser de una cosa sensible de su existencia como percepción de un perceptor.
No puede haber ninguna sustancia no pensante o sustrato de las ideas. Por tanto, la mente o espíritu percipiente es la única sustancia de las ideas. Las ideas inhieren o pertenecen a un perceptor.
¿Hay cosas que existan en una sustancia no pensante fuera de la mente del percipiente? ¿Pueden ser los originales que las idean copian o a los que ellas se asemejan? Una idea solo puede ser como una idea, no algo indetectable. Es imposible que concibamos una copia o semejanza a menos que sea entre dos ideas.

### Las cualidades primarias y secundarias de Locke
Según Locke, las cualidades primarias de una cosa, como su extensión, forma, movimiento, solidez y número existen sin ser percibidas, aparte de cualquier mente de un percipiente, en una sustancia inerte e insensible llamada materia. Berkeley se opone a esta aseveración de Locke. Las cualidades llamadas primarias son, según Berkeley, ideas que existen en la mente de un percipiente. Estas ideas solo pueden ser como otras ideas. No pueden existir en una sustancia o materia no percipiente y corpórea.
Las cualidades primarias de figura, movimiento, etc. no se pueden concebir como separadas de las cualidades secundarias, que se relacionan con las sensaciones. Por tanto, las cualidades primarias, como las secundarias, solo existen en la mente. Las propiedades de las cualidades primarias son relativas y cambian de acuerdo con la perspectiva del observador. La grandeza y pequeñez de la figura, la celeridad y lentitud del movimiento, existen en la mente y dependen del punto de vista o posición.

### Número
El número solo existe en la mente. Una misma cosa se describe con diferentes números según el punto de vista de la mente. Un objeto puede tener una extensión de uno, dos o treintayséis según se mida en yardas, pies o pulgadas. El número es relativo y no existe separadamente de una mente.

### Las cualidades sentidas son mentales
La unidad es tan solo una idea abstracta. Las cualidades primarias, como figura, extensión y movimiento, son relativas, como lo son las secundarias como rojo, amargo y suave. Todas dependen de la estructura de referencia, posición o punto de vista del observador. El «método de argumentación» de Berkeley «no prueba tanto que no haya extensión o color en un objeto externo cuanto que nosotros no sabemos por el sentido cuál es la verdadera extensión o color del objeto». El idealismo, aquí, es epistemológico, no ontológico. Berkeley declara que es 
«imposible que ningún color o extensión u otra calidad sensible de cualquier clase en absoluto deba existir en un sujeto no pensante sin la mente, o en verdad, que deba haber cosa tal como un objeto externo». Cualquier cualidad que dependa de la sensación para su existencia requiere que un órgano de los sentidos y una mente sean conscientes de ella. Por «sujeto no pensante» él entiende «materia sin mente (mindless)» o «sustancia, sustrato o soporte que no sea una mente pensante». Por «sin la mente», entiende «no en la mente».

### Significado desustancia material
La materia es sustancia material. ¿Qué significa eso? «Sustancia material» tiene dos significados: «ser en general» y «sustrato de accidentes». (La palabra accidente se usa aquí significando una cualidad inesencial.) «Ser en general» es incomprensible, ya que es extremadamente abstracto. Hablar de ser sustrato de accidentes como la extensión, figura y movimiento es hablar de ser una sustancia, sustrato o soporte de una manera inusual, figurada, insensata. Las cualidades sensibles como la extensión, figura o movimiento no tienen existencia fuera de una mente.

### Conocimiento de los objetos externos
Comparando la ontología con la epistemología, Berkeley pregunta: 
«Pero, aunque fuese posible que sustancias sólidas, con figura, móviles pudiesen existir sin la mente, correspondiéndose a las ideas que tenemos de los cuerpos, ¿cómo es posible, no obstante, que nosotros sepamos esto? El conocimiento a través de los sentidos solo nos da conocimiento de nuestros sentidos, y no de cosas no percibidas. El conocimiento a través de la razón no garantiza que haya necesariamente objetos no percibidos. En sueños y fantasías, tenemos ideas que no corresponden a objetos externos. «El supuesto de cuerpos externos no es necesario para la producción de nuestras ideas». Los materialistas no saben cómo afectan los cuerpos al espíritu. No podemos suponer que haya materia porque no sabemos cómo acuden las ideas a nuestras mentes. «Breve, si hubiese cuerpos externos, es imposible que llegáramos a saberlo jamás» Supongamos que hubiese una inteligencia que no fuera afectada por cuerpos externos. Si esa inteligencia tuviese sensaciones e ideas ordenadas y vívidas, ¿qué razón tendría para creer que había cuerpos externos a la mente que excitasen esas sensaciones e ideas? Ninguna.

### El reto de Berkeley
A través de la reflexión o introspección, es posible tratar de saber si un sonido, forma, movimiento o color puede existir sin que una mente lo perciba. Berkeley declara que se rendirá y admitirá la existencia no percibida de objetos materiales, aunque esa doctrina sea indemostrable e inútil, si «podéis concebir como posible que una sustancia extensa móvil, o, en general, cualquier idea, o cualquier cosa como una idea, exista de otra manera que en una mente que la perciba». En respuesta al llamamiento de Berkeley, podría decirse que es fácil imaginar objetos que no son percibidos por nadie. Pero él pregunta: «¿qué es todo esto, os suplico, si no es invocar en vuestras mentes ciertas ideas, a las que llamáis libros y árboles, y a la vez omitir invocar la idea de alguien que los pueda percibir? Pero ¿es que no las percibís o pensáis vosotros en todo momento?» La mente tan solo había olvidado incluirse a sí misma como el que imagina esos objetos imaginados.

### Existencia absoluta
Es imposible comprender qué quieren decir las palabras existencia absoluta de objetos sensibles en sí. Hablar de objetos percibidos que no son percibidos es usar palabras que no tienen significado, o pronunciar una contradicción.

### ¿Qué causa las ideas?
Las ideas solo existen en una mente y no tienen el poder de causar ningún efecto. Las ideas de extensión, figura y movimiento no pueden causar sensaciones. «Decir, por tanto, que estas sensaciones son efectos de poderes que resultan de la configuración, número, movimiento y tamaño de corpúsculos tiene, sin duda, que ser falso».
 Alguna no-idea tiene que producir la sucesión de ideas en nuestra mente. Puesto que la causa no puede ser otra idea, tiene que ser una sustancia. Si no hay sustancias materiales, tiene que ser una sustancia inmaterial. Una sustancia incorpórea y activa tal se llama espíritu. Un espíritu es aquello que actúa. Un espíritu es un ser simple, indiviso, activo. No puede ser percibido. Solo sus efectos pueden percibirse. Los dos poderes principales del espíritu son el entendimiento y la voluntad. El entendimiento es un espíritu que percibe ideas. La voluntad es un espíritu que opera con ideas o las produce. Las palabras voluntad, alma o espíritu designan algo que es activo pero que no puede ser representado por una idea. Berkeley afirma que la mente activa de una persona puede generar ideas con la imaginación a voluntad. Sin embargo, las ideas que se perciben con los sentidos no dependen de la voluntad del observador. Las ideas que son impresas en la mente al observar el mundo externo no son el resultado de querer. «Por tanto, hay otra voluntad o espíritu que las produce».

### Leyes naturales
Las ideas percibidas a través de nuestros sentidos son vivas y claras, a diferencia de las ideas imaginadas. Su conexión ordenada y su coherencia refleja la sabiduría y benevolencia de la mente que las hizo. Las ideas de los sentidos acuden de acuerdo con reglas. Llamamos a estas conexiones y asociaciones leyes de la naturaleza. Las conexiones necesarias no las descubrimos nosotros. Solo observamos leyes naturales establecidas y las empleamos para llevar nuestros asuntos. Erróneamente atribuimos poder y actividad a las ideas sensibles, que son meras causas secundarias. Las ideas, pensamos, pueden causar otras ideas. La causa primaria, el «espíritu que gobierna, cuya voluntad constituye las leyes de la naturaleza» es ignorada.

### Ideas fuertes y débiles
Hay ideas fuertes e ideas débiles. A las ideas fuertes las llamamos cosas reales. Son regulares, vívidas, constantes, distintas, ordenadas y coherentes. Estas ideas fuertes de los sentidos no dependen del percipiente Las ideas de la imaginación, sin embargo, son menos vívidas y distintas. Son copias o imágenes de las ideas fuertes y son más creación de un percipiente. No obstante, tanto las ideas fuertes como las débiles son ideas y, por tanto, solo existen en la mente de un percipiente.

### Trece objeciones a los principios de Berkeley
Objeción 1: Todo lo que es real y sustancial en la naturaleza es proscrito del mundo, y a cambio ocupa su lugar una estructura quimérica de ideas. Respuesta: tanto las cosas reales como las quimeras son ideas y, por tanto, existen en la mente. Las cosas reales afectan más fuertemente, son más firmes, ordenadas, distintas e independientes del percipiente que las quimeras imaginarias, pero ambas son ideas. Si con sustancia se quiere decir aquello que es sustrato de accidentes o cualidades fuera de la mente, entonces la sustancia no tiene existencia. «La única cosa cuya existencia negamos es aquello a lo que los filósofos llaman materia o sustancia corpórea.» Todas nuestras experiencias lo son de cosas (ideas) que percibimos inmediatamente por los sentidos. Estas cosas, o ideas, existen solo en la mente que las percibe. «Aquello que veo, oigo y siento que existe, es decir, que es percibido por mí, no lo dudo más de lo que dudo de mi propio ser».
Objeción 2: «Hay una gran diferencia entre, por ejemplo, el fuego real y la idea del fuego; si sospechas que es sólo la idea del fuego lo que ves, pon la mano en él» Respuesta: el fuego real y el dolor real que causa son, ambos, ideas. Son conocidas por una mente que las percibe.
Objeción 3: «Nosotros “vemos” cosas a una distancia de nosotros, y que, por consiguiente, no existen en la mente». Respuesta: las cosas distantes en los sueños están de hecho en la mente. Asimismo, no percibimos directamente la distancia cuando estamos despiertos. Inferimos la distancia a partir de una combinación de sensaciones como la vista y el tacto. Las ideas distantes son ideas que podríamos percibir mediante el tacto si moviésemos nuestro cuerpo.
Objeción 4: De los principios de Berkeley se seguiría que «las cosas son aniquiladas a cada momento y creadas de nuevo». Si nadie las percibe, los objetos se convierten en nada. Cuando un percipiente abre los ojos, los objetos son creados de nuevo. Respuesta: Berkeley solicita que el lector «considere si quiere decir algo con la existencia fáctica de una idea distinta de su ser percibida». «Es la mente la que da estructura a toda esa variedad de cuerpos que componen el mundo visible, en el que ninguno existe más que cuando es percibido». Si un percipiente cierra los ojos, empero, los objetos que estaba percibiendo podrían existir todavía en la mente de otro percipiente.
Objeción 5: «Si la extensión y figura existen sólo en la mente, se sigue que la mente es extensa y tiene figura». La extensión sería un atributo que se predica del sujeto, la mente, en la que existe. Respuesta: extensión y figura son en la mente porque son ideas que son percibidas en la mente. No son en la mente como atributos que se prediquen de la mente, que es el sujeto. El color rojo puede ser una idea de la mente, pero eso no significa que la mente sea roja.
Objeción 6: «Una gran cantidad de cosas se han explicado por la materia y el movimiento». La ciencia natural ha realizado grandes progresos suponiendo la existencia de la materia y el movimiento mecánico. Respuesta: los científicos no necesitan suponer que la materia y el movimiento existan y que tengan efectos sobre la mente de un observador. Lo único que los científicos necesitan es explicar por qué nos afectan ciertas ideas en ciertas ocasiones.
Objeción 7: Es absurdo adscribir todo a los espíritus en vez de a causas naturales. Respuesta: Utilizando el lenguaje común, podemos hablar de causas naturales. Hacemos esto a fin de comunicarnos. Sin embargo, en realidad tenemos que saber que estamos hablando solo de ideas en la mente de un percipiente. Deberíamos «pensar con los doctos y hablar con el vulgo».
Objeción 8: Los humanos están de acuerdo universalmente en que hay cosas externas y en que la materia existe. ¿Está todo el mundo equivocado? Respuesta: el acuerdo universal no garantiza la verdad de una afirmación. Muchas nociones falsas son creídas por muchas personas. Además, los humanos pueden actuar como si la materia fuese la causa de sus sensaciones. Sin embargo, no pueden entender realmente ningún significado en las palabras «la materia existe».
Objeción 9: Entonces, ¿por qué todo el mundo piensa que la materia y un mundo externo existen? Respuesta: La gente se da cuenta de que ciertas ideas aparecen en su mente con independencia de sus caprichos o deseos. Entonces concluye que esas ideas u objetos percibidos existen fuera de la mente. Este juicio, sin embargo, es una contradicción. Algunos filósofos que saben que las ideas existen solo en la mente suponen que hay objetos externos que se asemejan a las ideas. Piensan que los objetos externos causan las ideas internas y mentales.
Objeción 10: Los principios de Berkeley no son consistentes con la ciencia y las matemáticas. El movimiento de la tierra se considera verdadero. Pero, según Berkeley, el movimiento solo es una idea y no existe si no se lo percibe. Respuesta: Preguntar si la tierra se mueve en realidad es preguntar si podríamos ver el movimiento de la tierra si estuviéramos en una posición que nos permitiera percibir la relación entre la tierra y el sol. En conformidad con nuestro conocimiento del modo como las ideas han aparecido en nuestra mente en el pasado podemos hacer predicciones razonables acerca de cómo nos aparecerán ideas en el futuro.
Objeción 11: Las ideas aparecen en una secuencia causal. Si las ideas son meras apariciones superficiales sin partes internas, ¿cuál es el propósito de la complicada secuencia causal en la que aparecen? Conllevaría menos esfuerzo para los objetos aparecer como ideas con superficies exteriores simples, sin tantas conexiones internas. Respuesta: Los científicos no deberían explicar las cosas como si fuesen efectos de causas. La conexión de ideas es una relación entre signos y las cosas significadas. Deberíamos estudiar nuestras ideas como si fuesen signos informativos en un lenguaje de la naturaleza. Si comprendemos el lenguaje en el que se usan estas ideas-signos, entonces entendemos cómo podemos producir conexiones de ideas.
Objeción 12: La materia podría existir como una sustancia u ocasión de las ideas inerte y sin pensamiento. Respuesta: Si la materia es un soporte desconocido de cualidades como la figura, movimiento y color, entonces no nos concierne. Tales cualidades son sensaciones o ideas en una mente que percibe.
Objeción 13: Las Escrituras hablan de cosas reales, como por ejemplo montañas, ciudades y cuerpos humanos. También describen milagros, como el festín conyugal en Caná, en el que unas cosas se transforman en otras. ¿Es que éstas no son más que apariencias o ideas? Respuesta: Las cosas reales son ideas fuertes, distintas, vívidas. Las cosas imaginarias son ideas débiles, indistintas. Las cosas que las personas pueden ver, oler y degustar son cosas reales.

### Consecuencias
Como resultado de estos principios, se siguen las siguientes consecuencias:

#### Preguntas proscritas
Puesto que las investigaciones siguientes dependen del supuesto de la existencia de la material, estas preguntas ya no pueden hacerse:
- ¿Puede pensar la sustancia material?
- La materia, ¿es infinitamente divisible?
- ¿Cuál es la relación entre materia y espíritu?

#### Solo podemos conocer ideas y espíritus
El conocimiento humano, naturalmente, puede reducirse a dos clases principales: la de las ideas y la de los espíritus.

## Versiones en español
- Tratado sobre los principios del conocimiento humano. Introd., trad. y notas de C. Cogolludo Mansilla. Madrid, Gredos, 1982, 1990. (ISBN 84-249-0263-7)